# Кирос (Сирия)
Кирос (Kyrrhos (на старогръцки: Κύρρος, Kyrrhos, Cyrrhus, Kiros, Kibros, Ḳūrus (حوروس), Hagioupolis, днес Неби Хури) е древен град на пътя от Антиохия за Зевгма. Останките му се намират в северната част на Сирия, в близост до границата й с Турция - на около 70 километра северозападно от Халеб и 28 километра северно от Аазаз. Разположен е на каменист хълм, в околностите му текат 2 реки, на всяка от които е запазен там по един каменен мост от римско време (3 век). Едно от местата, свързани с култа към светите безсребреници Козма и Дамян († 303 г. - според една от версиите).
Основан около 300 пр.н.е. от Антигон I Монофталм или в началото на 3 век пр.н.е. - от Селевкидите.
През 64 пр.н.е. Кирос е превзет от римския генерал Помпей Велики и впоследствие става важен във военно отношение, в хода на войните на Рим с партите, а по-късно - на Византия с персийските владетели Сасаниди. Войски на последните ограбват града през 256 г.
Кирос е значим военен и културен център и по времето на окончателния срив и унищожението на Персийската империя на Сасанидите и началото на арабските нашествия във Византия; към това време той е столица на провинция Кирестика, диоцез Ориент. Претърпява най-значителен възход при управлението на император Юстиниан I, който допълнително го укрепва и силно го разкрасява.
Жителите му постепенно попадат под влияние на монофизитизма, а църковното ръководство - от Вселенската патриаршия и Антиохийската партиаршия, към Сирийската православна църква. През 637 г. е превзет от арабите, но остава християнски град и впоследствие е включен в териториите на кръстоносното графство Едеса, образувано по време на Първия кръстоносен поход. Остава под негова власт до 1150 г., когато преминава към владенията на турската династия Зенгиди, под чиято власт постепенно запада и след 14.ти век е изоставен от жителите си.
Кирос е разкопан от 1952 до 1980 г. от френски археолози, под ръководството на Едмон Фрезул (Edmond Frézouls).

## Известни жители
- Авидий Касий - римски военачалник, управител на провинция Сирия. Потушава въстанието на буколите в Римски Египет. Домогва се до положението на император, но е убит през 175 г.
- Теодорет Кирски († 460 в Кирос), епископ на Кирос (423-457) - византийски теолог, привърженик на несторианството. Автор на ценни исторически трудове.